# Elecciones municipales de 2019 en Talavera de la Reina
Las elecciones municipales de 2019 se celebraron en Talavera de la Reina el domingo 26 de mayo, de acuerdo con el Real Decreto de convocatoria de elecciones locales en España dispuesto el 1 de abril de 2019 y publicado en el Boletín Oficial del Estado el 2 de abril. Se eligieron los 25 concejales del pleno del Ayuntamiento de Talavera de la Reina, a través de un sistema proporcional (método d'Hondt), con listas cerradas y un umbral electoral del 5 %.

## Resultados
Solo 4 candidaturas obtuvieron representación en el pleno. La candidatura del Partido Socialista Obrero Español liderada por Tita García obtuvo una mayoría absoluta de 14 concejales mejorando en 6 concejales los resultados de las elecciones de 2015. La segunda candidatura en número de votos, la del Partido Popular encabezada por el alcalde Jaime Ramos, obtuvo 5 concejales. La candidatura de Vox entró por primera vez al pleno con 3 concejales. La última candidatura en número de votos por encima del umbral electoral del 5% de votos válidos fue la de Ciudadanos-Partido de la Ciudadanía, que obtuvo por su parte también 3 concejales, uno más que en 2015. La mayor parte de los barrios y EATIM superó la participación del 60%, destacando la EATIM de El Casar de Talavera con una participación superior al 84%. Los resultados completos se detallan a continuación:
| Candidatura                                                    | Candidatura                                                    | Votos  | %                                       | Escaños                                 |
| -------------------------------------------------------------- | -------------------------------------------------------------- | ------ | --------------------------------------- | --------------------------------------- |
|                                                                | Partido Socialista Obrero Español (PSOE)                       | 18 348 | 46,63                                   | 14                                      |
|                                                                | Partido Popular (PP)                                           | 7856   | 19,97                                   | 5                                       |
|                                                                | Vox (Vox)                                                      | 4688   | 11,91                                   | 3                                       |
|                                                                | Ciudadanos-Partido de la Ciudadanía (Cs)                       | 4294   | 10,91                                   | 3                                       |
| Unidas Podemos-Izquierda Unida-Equo Talavera (Podemos-IU-Equo) | Unidas Podemos-Izquierda Unida-Equo Talavera (Podemos-IU-Equo) | 1613   | 4,10                                    | 0                                       |
| Ahora Talavera (ahoraTalavera)                                 | Ahora Talavera (ahoraTalavera)                                 | 1177   | 2,99                                    | 0                                       |
| Por Talavera (XTalavera) (XT)                                  | Por Talavera (XTalavera) (XT)                                  | 1017   | 2,58                                    | 0                                       |
| Votos en blanco                                                | Votos en blanco                                                | 353    | 0,90                                    | n/a                                     |
| Votos válidos                                                  | Votos válidos                                                  | 39 346 | 100,00                                  | 25                                      |
| Votos nulos                                                    | Votos nulos                                                    | 358    | Participación: · \| \| 63,18 % \| 2,93% | Participación: · \| \| 63,18 % \| 2,93% |
| Votantes                                                       | Votantes                                                       | 39 704 | Participación: · \| \| 63,18 % \| 2,93% | Participación: · \| \| 63,18 % \| 2,93% |
| Electores                                                      | Electores                                                      | 62 838 | Participación: · \| \| 63,18 % \| 2,93% | Participación: · \| \| 63,18 % \| 2,93% |
|                                                                | 63,18 %                                                        |        |                                         |                                         |

## Concejales electos
Relación de concejales electos:
| N.º | Nombre                         | Lista | Lista |
| --- | ------------------------------ | ----- | ----- |
| 1   | Tita García Elez               |       | PSOE  |
| 2   | Luis Enrique Hidalgo Díaz      |       | PSOE  |
| 3   | Jaime Alberto Ramos Torres     |       | PP    |
| 4   | Flora María Bellón Aguilera    |       | PSOE  |
| 5   | David Moreno Ramos             |       | Vox   |
| 6   | Sergio de la Llave Muñoz       |       | PSOE  |
| 7   | Susana Hernández del Mazo      |       | Cs    |
| 8   | Santiago Serrano Godoy         |       | PP    |
| 9   | Montserrat Muro Martín         |       | PSOE  |
| 10  | José Antonio Carrillo Morente  |       | PSOE  |
| 11  | Nuria Sánchez Fernández        |       | PSOE  |
| 12  | Sonia Soto Ángelina            |       | PP    |
| 13  | Gerardo Sánchez Muñoz          |       | Vox   |
| 14  | Sergio Juan Gutiérrez Hernando |       | PSOE  |
| 15  | Sergio Delgado Rubio           |       | Cs    |
| 16  | Marta Ramos Brasero            |       | PSOE  |
| 17  | Javier Muñoz Gallego González  |       | PP    |
| 18  | Daniel Tito Rodríguez          |       | PSOE  |
| 19  | María Paloma Sánchez Garrido   |       | PSOE  |
| 20  | Enrique Etayo Sánchez          |       | Vox   |
| 21  | Ángela Delgado Paniagua        |       | PP    |
| 22  | Carlos Gil Sanz                |       | PSOE  |
| 23  | Miguel Ángel Ruiz Barrientos   |       | Cs    |
| 24  | María Jesús Pérez Lozano       |       | PSOE  |
| 25  | Roberto Gallegos Fernández     |       | PSOE  |